# Red Fang
Red Fang (в переводе с англ. — «Красный клык») — стоунер-метал-группа из города Портленд, США. Основанная в 2005 году. Выпустила четыре студийных альбома и восемь клипов.

## История
Первый альбом группы Red Fang вышел в 2009 году. Он содержал песни с двух первых EP группы и вышел на лейбле Sargent House.
В 2011 году на лейбле Relapse Records вышел второй альбом — Murder the Mountains.
Во время тура Metalliance Red Fang выступали с такими коллективами, как Crowbar и Helmet. На фестивале Drink Mayhem они выступали с Megadeth, Godsmack и Disturbed.
В 2011 году они выступали в Европе и США вместе с Mastodon и The Dillinger Escape Plan.
Позже в 2012 году Red Fang начали европейское турне, выступая впервые в различных странах, включая Россию, Украину и Грецию. В феврале 2013 года группа отправилась в Австралию, на фестиваль Soundwave. Группа выступила на «Позднем шоу с Дэвидом Леттерманом» в январе 2014 года после того, как альбом Whales And Leeches достиг № 66 в хит-параде Billboard 200.
В декабре 2014 года Red Fang играли на разогреве метал-групп Opeth и In Flames во время североамериканского турне по Швеции.
В 2016 году на лейбле Relapse Records вышел альбом Only Ghosts.

## Участники
- Bryan Giles — гитара, вокал;
- Aaron Beam — бас-гитара, вокал;
- David Sullivan — гитара;
- John Sherman — ударные.

## Дискография

### Студийные альбомы
- Red Fang (Sargent House, 2009)
- Murder the Mountains (Relapse Records, 2011)
- Whales And Leeches (Relapse Records, 2013)[2]
- Only Ghosts (Relapse Records, 2016)

### Синглы
- «Prehistoric Dog» (Sargent House, 2009)
- «Witness» (self-released, 2009)
- «Wires» (Relapse Records, 2011)
- «Crows in Swine» (Relapse Records, 2012)
- «Blood Like Cream» (Relapse Records, 2013)
- «No Hope» (Relapse Records, 2013)
- «Only Fools Rush In/Why?» (Volcom Entertainment, 2015)

## Видеография
Группа выпустила несколько клипов для своих песен. Все видео сняты с юмором, что неплохо помогло им стать более известными.
- «Prehistoric Dog» (2010)
- «Wires» (2011)
- «Hank Is Dead» (2012)
- «Dirt Wizard» (2012)
- «Blood Like Cream» (2013)
- «The Meadows» (2014)
- «Crows in Swine» (2014)
- «Shadows» (2016)